# Sunčana Glavak

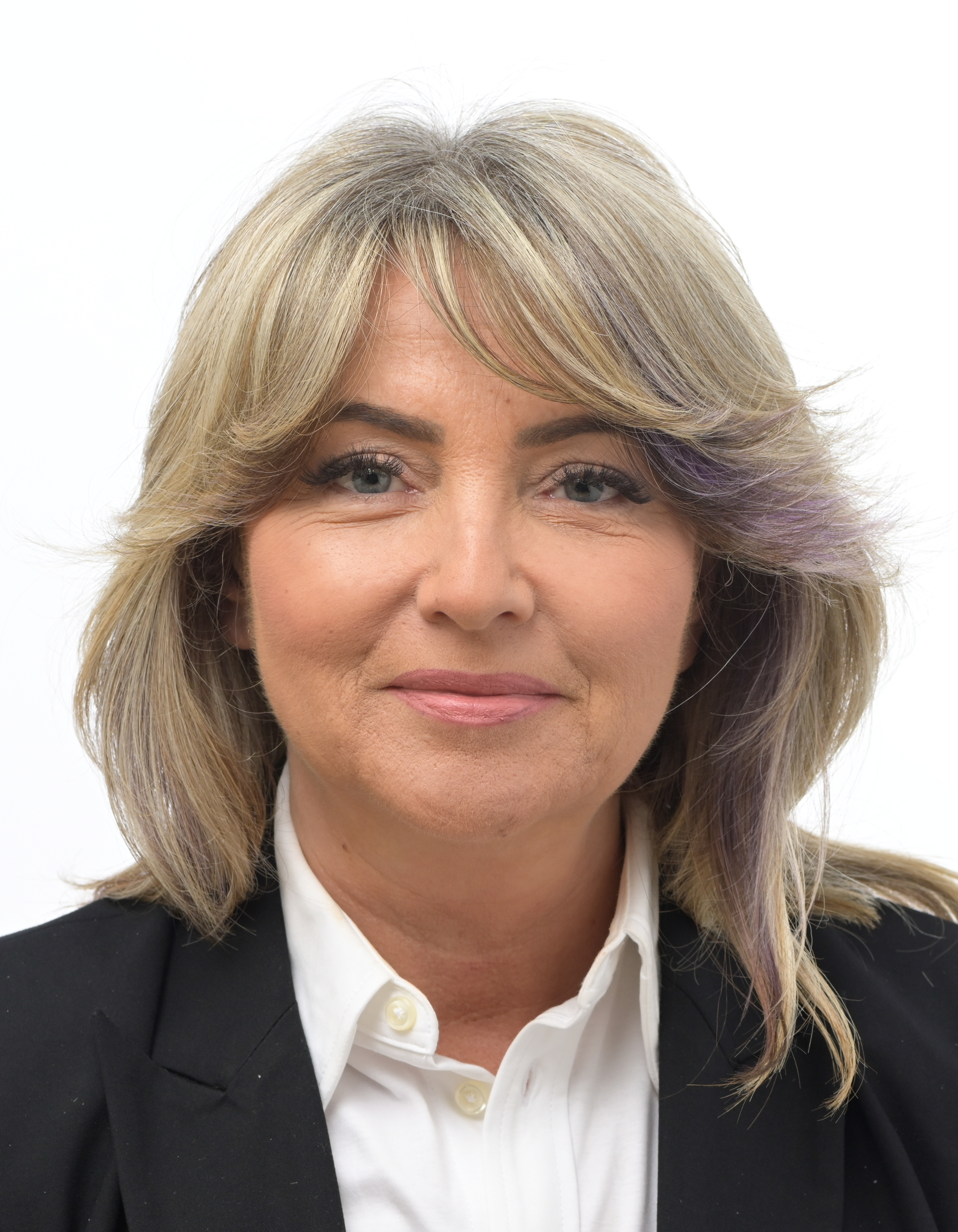
Sunčana Glavak (2024)

Sunčana Glavak (geboren am 9. Dezember 1968 in Čakovec, SR Kroatien) ist eine kroatische Journalistin und Politikerin (HDZ). Glavak war vor allem in den 1990er Jahren als Journalistin für den kroatischen öffentlich-rechtlichen Rundfunk tätig, bevor sie 2004 in die Politik wechselte. Glavak war Pressesprecherin für verschiedene Ministerien und Regierungen und wurde drei Mal für ihre Partei HDZ ins Sabor, das kroatische Parlament, gewählt. Seit der Europawahl 2019 ist Glavak Mitglied des Europäischen Parlaments als Teil der EVP-Fraktion.

## Leben
Sunčana Glavak wurde am 9. Dezember 1968 in Čakovec geboren, wo sie auch aufwuchs und die Grund- und Sekundarschule besuchte. Nach ihrem Schulabschluss studierte sie zunächst Pädagogik an der Philosophischen Fakultät und erhielt 1992 den Abschluss zur Grundschullehrerin mit Lehrbefugnis (OOUR). Dem schloss sie einen Magister in Journalismus an der Fakultät für Politikwissenschaften an.

### Journalistische Tätigkeit in Funk und Fernsehen
Bereits während ihres Journalismus-Studiums begann sie sich journalistisch zu betätigen und begann beim Radiosender Radio Čakovec des öffentlich-rechtlichen Rundfunks als Ansagerin, Moderatorin und Redakteurin zu arbeiten. Sie war auch als Reporterin während des Kroatienkrieges und erhielt für ihr Wirken auch die Heimatkriegsmedaille (Spomenica Domovinskog rata).
Später wechselte sie zum Dritten Programm des kroatischen öffentlich-rechtlichen Fernsehens und war als Korrespondentin in Čakovec und Varaždin tätig, später auch als Sportjournalistin für die erste kroatische Fußballliga. Anschließend, ab 1995, arbeitete sie beim Regionalfernsehsender Varaždin (heute VTV televizija) im Unterhaltungsprogramm und als Journalistin. Sie war als Autorin für mehr als 200 Folgen der Folklore-Sendung „Vu srcu te nosim“ verantwortlich. Glavak arbeitete bis 2004 als Journalistin.

### Wechsel in die Politik

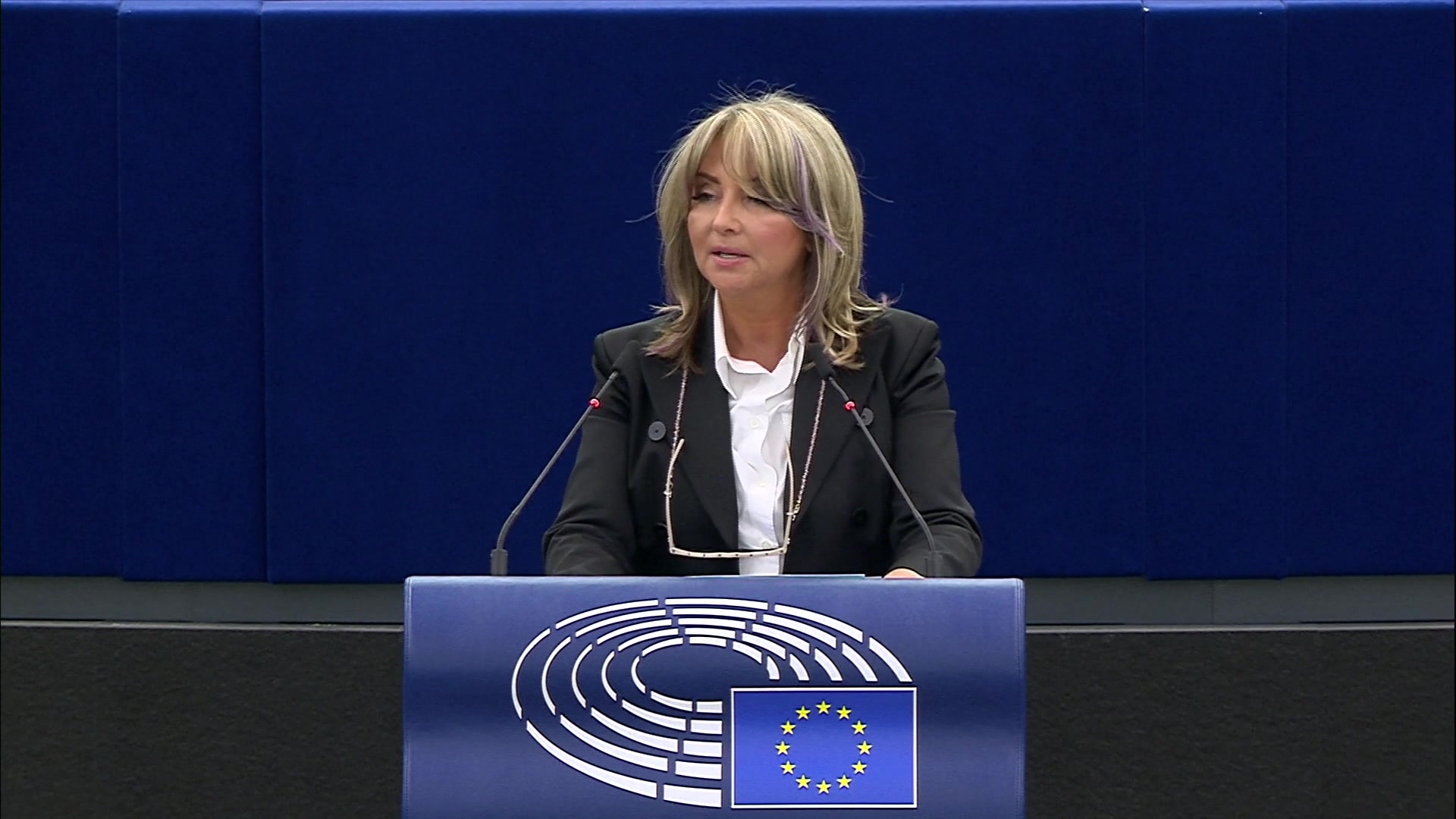
Sunčana Glavak im Europäischen Parlament (2023)

2004 wechselte Glavak das Metier und begann als Pressesprecherin des kroatischen Kulturministeriums zu arbeiten; sie richtete die Abteilung für Öffentlichkeitsarbeit ein und leitete diese.
Bei den Parlamentswahlen 2007 kandidierte Glavak für ein Mandat im III. Wahlkreis für die Liste der konservativen HDZ. Sie ließ ihr Mandat jedoch ruhen, damit sie zur stellvertretenden Regierungssprecherin der Regierung unter Ivo Sanader berufen wurde. Parallel übernahm sie auch die Rolle der Sprecherin ihrer Partei. In den folgenden Jahren übernahm Glavak verschiedene Aufgaben in ihrer Funktion als Regierungssprecherin, unter anderem leitete sie das Pressezentrum anlässlich des Kroatien-Besuchs des US-Präsidenten George W. Bush 2008 und der Croatia Summits 2008 und 2009.
2009 nahm sie ihr ruhendes Mandat als Abgeordnete an. Im Parlament war sie unter anderem stellvertretende Vorsitzende des Ausschusses für Familie, Jugend und Sport, sowie Mitglied des Ausschusses für Information und Medien.
Bei den Parlamentswahlen 2011 gewann sie erneut ein Mandat, und war Mitglied in den Parlamentsausschüssen für Familie, Jugend und Sport, im Ausschusses für Medien und Information und im Ausschuss für interparlamentarische Kooperation.
Im Zuge der Präsidentschaftswahlen 2014 wechselte sie ins Presseteam der später zur Präsidentin gewählten Kandidatin Kolinda Grabar-Kitarović. Am 1. Februar 2016 wechselte sie erneut zur kroatischen Regierung und übernahm bis zum 25. Mai 2018 die Funktion der Pressesprecherin für die Premierminister Tihomir Orešković und Andrej Plenković. Anschließend gab sie die Tätigkeit auf und rückte für Darko Horvat ins kroatische Parlament nach, der zum Wirtschaftsminister ernannt worden war.

### Wahl ins Europaparlament
Die HDZ nominierte Glavak für den fünften Listenplatz für die Europawahl 2019. Bei der Wahl verlor die HDZ massiv an Stimmen (minus 18,7 Prozent) und konnte nur noch vier der elf kroatischen Mandate erringen, sodass Glavak den direkten Einzug verpasste. Die kroatische Regierung nominierte die Parteikollegin Dubravka Šuica, die bei der Wahl auf dem dritten Listenplatz ein Mandat erringen konnte, als Kommissarin für die neue EU-Kommission unter Kommissionspräsidentin von der Leyen.
Nach der Bestätigung Šuicas durch das Europaparlament nahm diese ihre Tätigkeit als Kommissarin zum 1. Dezember 2019 auf und legte ihr Mandat nieder, sodass Sunčana Glavak nachrücken konnte. Sie trat wie ihre Parteikollegen der christdemokratischen EVP-Fraktion bei. Für die Fraktion ist sie Mitglied im Ausschuss für auswärtige Angelegenheiten sowie im September 2020 eingerichteten Sonderausschuss zu Einflussnahme aus dem Ausland auf alle demokratischen Prozesse in der Europäischen Union. Des Weiteren ist sie stellvertretendes Mitglied im Ausschuss für Umweltfragen, öffentliche Gesundheit und Lebensmittelsicherheit.